# Powiat szczuczyński (województwo białostockie)
Powiat szczuczyński – powiat istniejący w latach 1866–1948 na terenie obecnego województwa podlaskiego, poprzednik obecnego powiatu grajewskiego. Początkowo ośrodkiem administracyjnym powiatu był Szczuczyn, lecz podczas I wojny światowej siedziba starostwa została przeniesiona do Grajewa.
Powiat szczuczyński, jako część guberni łomżyńskiej, został powołany przez władze carskie w 1866 roku w związku z przeprowadzoną wówczas reformą administracyjną. Obejmował miasta Szczuczyn, Grajewo, Rajgród i Radziłów.
Podczas I wojny światowej powiat szczuczyński został utrzymany przez Niemców w jego dawnych granicach, jednak ze względu na zniszczenie Szczuczyna, siedzibę władz powiatowych przeniesiono do Grajewa, które było większe i posiadało lepsze warunki komunikacyjne. W niepodległej Polsce, na mocy ustawy z dnia 14 sierpnia 1919 roku, reaktywowano powiat szczuczyński. Nazwa szczuczyński została utrzymana tylko ze względów historycznych i tradycyjnych, mimo że siedzibą powiatu było Grajewo. Dopiero 12 marca 1948 roku konsekwentnie zmieniono oficjalną nazwę powiatu na powiat grajewski.

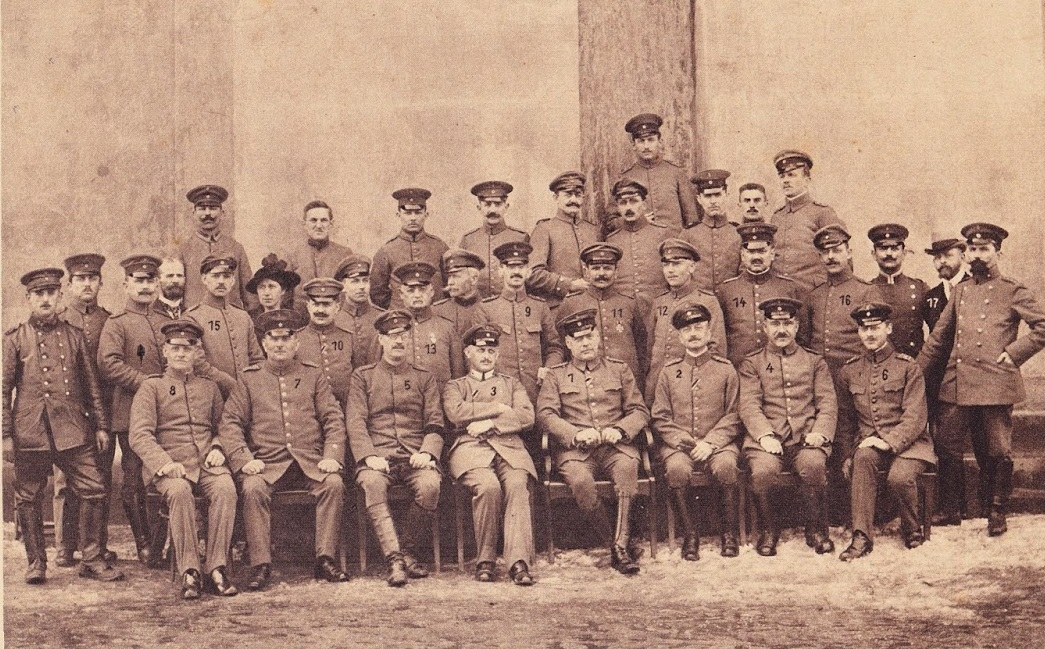
Pracownicy starostwa powiatu szczuczyńskiego -1918 r.

## Demografia
Według spisu powszechnego z 1921 roku, powiat w ówczesnych granicach zamieszkiwało 58178 osób, w tym 51031 (87,7%) Polaków, 6996 (12,0%) Żydów, 84 (0,1%) Rosjan, 19 Białorusinów, 16 Litwinów, 14 Niemców, 7 Rusinów, 6 Romów, 3 Łotyszy 1 Czech i 1 Fin.

## Religia
Według spisu powszechnego z 1921 roku, 50561 (86,9%) mieszkańców powiatu w ówczesnych granicach wyznawało rzymski katolicyzm, 7278 (12,5%) judaizm, 151 (0,3%) prawosławie, 144 (0,2%) protestantyzm, 33 było staroobrzędowcami i 11 grekokatolikami.

## Starostowie
- Bronisław Nazimek (-1922)[2]
- Jan Urbański (1923-)[2]
- Mieczysław Syska (1931-1932)
- Władysław Sardecki (1937-)[3]